# Josef F. Khun
Josef F. Khun (8. března 1869 Staré Město – 17. prosince 1928 Jičín) byl český učitel, spisovatel (autor povídek pro mládež), překladatel z angličtiny, polštiny, francouzštiny, ruštiny, švédštiny a italštiny, esperantista a propagátor jazyka ido.
Je mimo jiné autorem staršího překladu románu Drákula do češtiny.